# Onchopelma pulchellum
Onchopelma pulchellum är en tvåvingeart som beskrevs av Hesse 1938. Onchopelma pulchellum ingår i släktet Onchopelma och familjen svävflugor.
Artens utbredningsområde är Namibia. Inga underarter finns listade i Catalogue of Life.